# Форт-Едвард (селище, Нью-Йорк)
Форт-Едвард (англ. Fort Edward) — селище (англ. village) в США, в окрузі Вашингтон штату Нью-Йорк. Населення — 3108 осіб (2020).

## Географія
Форт-Едвард розташований за координатами 43°16′7″ пн. ш. 73°34′57″ зх. д. / 43.26861° пн. ш. 73.58250° зх. д. (43.268618, -73.582617).  За даними Бюро перепису населення США в 2010 році селище мало площу 5,02 км², з яких 4,55 км² — суходіл та 0,47 км² — водойми.

## Демографія
Згідно з переписом 2010 року, у селищі мешкало 3375 осіб у 1296 домогосподарствах у складі 869 родин. Густота населення становила 673 особи/км².  Було 1437 помешкань (287/км²).
Расовий склад населення:
| - 96,9 % — білих - 1,0 % — чорних або афроамериканців - 0,2 % — корінних американців - 0,2 % — азіатів |

До двох чи більше рас належало 1,1 %. Частка іспаномовних становила 1,5 % від усіх жителів.
За віковим діапазоном населення розподілялося таким чином: 24,9 % — особи молодші 18 років, 63,2 % — особи у віці 18—64 років, 11,9 % — особи у віці 65 років та старші. Медіана віку мешканця становила 36,0 року. На 100 осіб жіночої статі у селищі припадало 95,3 чоловіків;  на 100 жінок у віці від 18 років та старших — 93,7 чоловіків також старших 18 років.
Середній дохід на одне домашнє господарство  становив 53 777 доларів США (медіана — 48 827), а середній дохід на одну сім'ю — 59 366 доларів (медіана — 60 119). За межею бідності перебувало 15,0 % осіб, у тому числі 19,4 % дітей у віці до 18 років та 9,9 % осіб у віці 65 років та старших.
Цивільне працевлаштоване населення становило 1536 осіб. Основні галузі зайнятості: освіта, охорона здоров'я та соціальна допомога — 20,6 %, роздрібна торгівля — 16,4 %, виробництво — 16,0 %.